# Čepovec

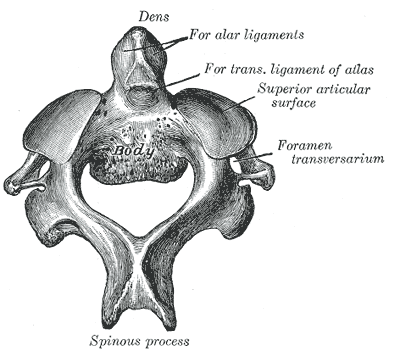
Čepovec – ilustrace

Čepovec (axis) je jeden z krčních obratlů. Jedná se o druhý krční obratel, nad kterým se nachází atlas. Má vzhled obyčejného obratle, ale je masivnější než třetí obratel. Tento obratel umožňuje pohyb hlavou do stran. Čepovec nemá vlastní tělo. Je součástí atlantoaxiálního spojení, který spolu s atlantookcipitálním skloubením vytváří závěs hlavy.